# Dierfeld

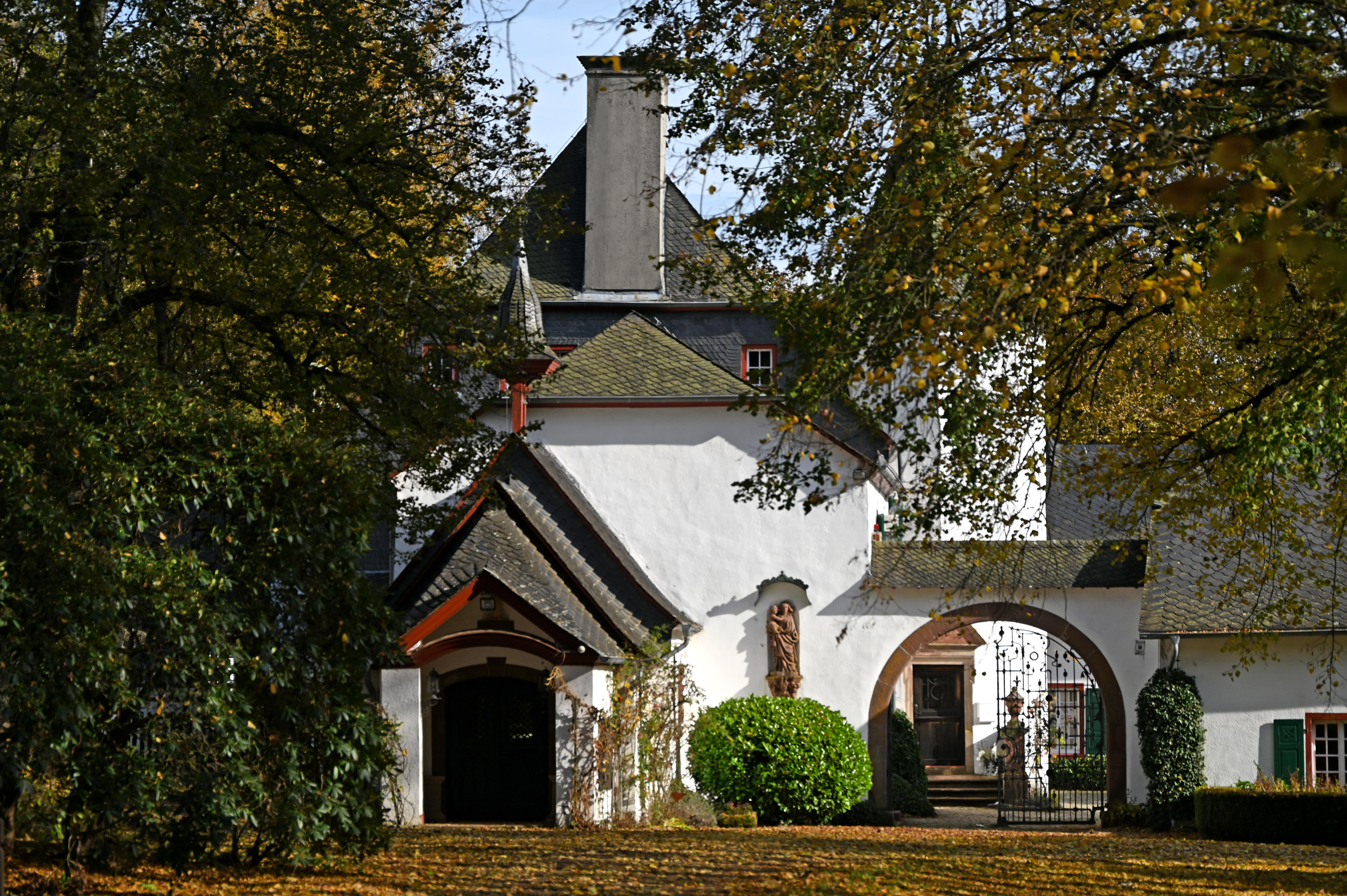
Dierfeld, ehemals befestigtes Hofgut (16./17. Jh.)

Dierfeld ist ein Hofgut, ein Landwirtschaftsbetrieb und eine Ortsgemeinde im Landkreis Bernkastel-Wittlich in Rheinland-Pfalz. Sie gehört seit dem 1. Juli 2014 der Verbandsgemeinde Wittlich-Land an, davor der Verbandsgemeinde Manderscheid. Dierfeld ist mit sechzehn Einwohnern eine der kleinsten Gemeinden Deutschlands und die Gemeinde Deutschlands mit dem größten Männeranteil (auf sieben Männer kommt eine Frau).

## Geographie
Dierfeld liegt im Naturpark Vulkaneifel. Der Ort ist nur von Westen her über die Kreisstraße 28 zu erreichen, die den Ort mit Laufeld verbindet. Weitere Nachbarorte sind Wallscheid, Mückeln, Oberscheidweiler, Hasborn, Niederöfflingen und Oberöfflingen.

## Geschichte
Der Ort entstand aus einem Jagdhaus, das die Grafen von Manderscheid im 16. Jahrhundert errichtet hatten.
Bis Ende des 18. Jahrhunderts gehörte der „Dierfelderhof“ zur Grafschaft Manderscheid, die Teil des Herzogtums Luxemburg war. Im Jahr 1794 hatten französische Revolutionstruppen die Österreichischen Niederlande, zu denen das Herzogtum Luxemburg gehörte, besetzt und im Oktober 1795 annektiert. Unter der französischen Verwaltung wurde Dierfeld dem Kanton Dudeldorf im Departement der Wälder zugeordnet.
Im Jahr 1815 wurde das ehemals luxemburgische Gebiet östlich der Sauer und der Our auf dem Wiener Kongress dem Königreich Preußen zugeordnet. Damit kam Dierfeld 1816 zum Kreis Wittlich im Regierungsbezirk Trier in der Provinz Großherzogtum Niederrhein, die 1822 in der Rheinprovinz aufging. Dierfeld gehörte zur Bürgermeisterei Laufeld. Seit 1946 ist die Gemeinde Teil des Landes Rheinland-Pfalz.

## Einwohner
Bevölkerungsentwicklung
Die Entwicklung der Einwohnerzahl von Dierfeld, die Werte von 1871 bis 1987 beruhen auf Volkszählungen:
| Jahr | Einwohner |
| ---- | --------- |
| 1815 | 0         |
| 1835 | 22        |
| 1871 | 20        |
| 1905 | 20        |
| 1939 | 22        |
| 1950 | 43        |
| 1961 | 25        |
| 1970 | 8         |

| Jahr | Einwohner |
| ---- | --------- |
| 1987 | 7         |
| 1997 | 7         |
| 2005 | 7         |
| 2011 | 10        |
| 2017 | 10        |
| 2022 | 9         |
| 2023 | 16        |

Mit drei ausländischen Einwohnern beträgt der Ausländeranteil 33,3 % (Stand 2022).
Mit zwei weiblichen Einwohnern beträgt die Frauenquote 22,2 %.

## Politik
Bei Wahlen zum Europaparlament, Bundestag und Landtag wird aus organisatorischen Gründen ein gemeinsamer Stimmbezirk mit Manderscheid gebildet.

### Gemeinderat
Der Gemeinderat in Dierfeld besteht aus sechs Ratsmitgliedern, die bei der Kommunalwahl 2024 in einer Mehrheitswahl gewählt wurden, und dem ehrenamtlichen Ortsbürgermeister als Vorsitzendem.

### Ortsbürgermeister
Ortsbürgermeister der Gemeinde war Gerhard von Greve-Dierfeld.
Seit dem 14. August 2019 ist Roderich von Greve-Dierfeld neuer Ortsbürgermeister.
Er wurde im Juni 2024 wiedergewählt.

### Finanzen
Die Gemeinde Dierfeld ist eine schuldenfreie Gemeinde und hat seit Jahren mit einem Gewerbesteuer-Hebesatz von 900 Prozent den höchsten Gewerbesteuerhebesatz Deutschlands mit den absolut geringsten Einnahmen. Der Hebesatz wurde unter anderem vom ehrenamtlichen Bürgermeister der Gemeinde, der Inhaber einer örtlichen Baumschule ist, mitbeschlossen.

## Wappengeschichte

### Ehemaliges Wappen

Das ursprünglich geführte Wappen der Ortsgemeinde Dierfeld ist identisch mit dem des Adelsgeschlechts Greve-Dierfeld. Daher wurde der Gemeinde die Führung dieses Wappens behördlich untersagt. Laut der Behörde darf das Wappen einer Ortsgemeinde nicht mit einem Familienwappen identisch sein.
Es zeigt fünf Lippische Rosen, die für die Herkunft der Familie aus dem Raum Westfalen stehen.

### Aktuelles Wappen

Am 9. Dezember 2022 wurde der Beschluss gefasst, ein eigenes Wappen zu führen. Dieses wurde am 27. Februar 2023 durch die Kreisverwaltung Bernkastel-Wittlich genehmigt und per Urkunde verliehen.
Blasonierung: Gespalten durch eine eingeschweifte grüne Spitze, darin ein schräger silberner Wellenbalken, vorn in Gold ein roter Zickzackbalken, hinten in Silber eine fünfblättrige rote Rose mit fünf grünen Kelchblättern und einem goldenen Knopf.
Wappenbegründung: Der rote Zickzackbalken auf goldenem Grund steht für die ehemalige Zugehörigkeit zur Grafschaft Manderscheid. Die fünfblättrige rote Rose bezieht sich auf die Herkunft der Familie von Greve-Dierfeld. Dierfeld kam 1816 zum Kreis Wittlich im Regierungsbezirk Trier in der Provinz Großherzogtum Niederrhein, der 1822 in der Rheinprovinz aufging. Dies symbolisiert der silberne Wellenbalken auf grünem Grund der Rheinprovinz.